# ホテルの一覧
ホテルに関連する一覧記事の一覧を以下に示す。

## ホテルの種類別
- カジノホテルの一覧
- チェーンブランドホテルの一覧
- 世界の大規模ホテルの一覧
- 世界の高層ホテルの一覧

## ホテルの位置する国別
以下の一覧記事に掲載されているホテルは、四つ星ホテルや五つ星ホテル、高層ビルに位置するホテル、長い歴史を有するホテルなど、特筆すべきもののみであり、それぞれの国にある全てのホテルの羅列ではないことに注意されたい。
- 日本のホテルの一覧
  - 日本の大規模ホテル一覧
- アンドラのホテルの一覧
- オーストラリアのホテルの一覧
- カナダのホテルの一覧
- エストニアのホテルの一覧
- ドイツのホテルの一覧
- グリーンランドのホテルの一覧
- インドのホテルの一覧
- ジャマイカのホテルの一覧
- ケニアのホテルの一覧
- マルタのホテルの一覧
- メキシコのホテルの一覧
- ナイジェリアのホテルの一覧
- 北朝鮮のホテルの一覧
- パキスタンのホテルの一覧
- フィリピンのホテルの一覧
- ポーランドのホテルの一覧
- セルビアのホテルの一覧
- シンガポールのホテルの一覧
- 南アフリカのホテルの一覧
- スペインのホテルの一覧
- ウガンダのホテルの一覧
- ウクライナのホテルの一覧
- イギリスのホテルの一覧
- アメリカ合衆国のホテルの一覧

## 国および都市別

### 中国
- 北京のホテルの一覧

### インド
- バンガロールのホテルの一覧
- チェンナイのホテルの一覧
- ムンバイのホテルの一覧

### ナイジェリア
- ラゴスのホテルの一覧

### フィリピン
- マニラ首都圏のホテルの一覧

### トルコ
- イスタンブールのホテルの一覧

### アラブ首長国連邦
- ドバイのホテルの一覧

### イギリス
- ロンドンのホテルの一覧
- リバプールのホテルの一覧

### アメリカ
- ラスベガスのストリップホテルの一覧
- ロサンゼルスのホテルの一覧
- ニューヨーク市のホテルの一覧

## 地域別
- カリブ海地域のホテルの一覧

## その他
- 廃業したホテルチェーンの一覧
- モーテルの一覧